# Thibaud (sculpteur)
Pour les articles homonymes, voir Thibaud.
 (février 2025).
Motif : pas de sources secondaires, notoriété pas établie
- Archive Wikiwix
- Bing
- Cairn
- DuckDuckGo
- E. Universalis
- Gallica
- Google
- G. Books
- G. News
- G. Scholar
- Persée
- Qwant
- (zh) Baidu
- (ru) Yandex
- (wd) trouver des œuvres sur Wikidata

| 1. | Préciser le motif de la pose du bandeau. | Précisez le motif de la pose du bandeau en utilisant la syntaxe suivante : {{admissibilité à vérifier\|date=mars 2025\|motif=remplacez ce texte par le motif}}                           |
| 2. | Informer les utilisateurs concernés.     | Pensez à avertir le créateur de l'article, par exemple, en insérant le code ci-dessous sur sa page de discussion : {{subst:avertissement admissibilité à vérifier\|Thibaud (sculpteur)}} |

Thibaud Weisz, dit Thibaud, né Tibor Weisz le 14 août 1910 à Presbourg en Autriche-Hongrie (aujourd'hui Bratislava en Slovaquie) et mort à Nice le 9 février 2005, est un sculpteur austro-hongrois naturalisé français.

## Biographie
Issu d'une famille d'artisans et décorateur à son arrivée à Paris en 1928, Thibaud explore d'abord la peinture non figurative associée à l'École de Paris pour se consacrer finalement à la sculpture sur métal, notamment sur l'aluminium. Son œuvre, influencée par le Bauhaus, le constructivisme et l'op art, développe une abstraction géométrique. Il expose régulièrement à Paris dès 1968 (Galerie La Roue, G. Bongers, Yves Brun, Anne Lavenier…) et participe à tous les grands Salons parisiens : Salon Comparaisons, Salon de mai, Salon des réalités nouvelles, Grands et Jeunes, etc. Il décrit un univers post-industriel, peuplé de « sculptures-machines ».

## Expositions personnelles
- 1964 Galerie du Nombre d'Or, Nice
- 1971 Galerie la Roue, Paris
- 1972 Centre Culturel L'Art et La Vie, Limonest
- 1975 Galerie Soleil, Paris
- 1976 Galerie Jacques Matarasso, Nice
- 1977 Galerie Paris-Sculpt, Paris
- 1978 Palais des Arts, Thonon-Les-Bains
- 1984 Galerie du Marais, Paris
- 1984 Galerie Visconti, Paris
- 1990 Galerie Katia Granoff, Paris

## Œuvres monumentales
- Leda, pierre des Baux, 1968, Sophia Antipolis
- Fission de l'atome, 1977, UER des Sciences exactes et expérimentales, Limoges
- Vent largue, 1984, Casernement de l'ALAT, Pau
- Maternité, 1988, LEP Escoffier, Cagnes-sur-Mer

## Collections publiques
- Musée d'Art Moderne de la Ville de Paris
- Fonds National d'Art Contemporain
- Musée Satoru Satō